# 3T3-L1
3T3-L1細胞系衍生自小鼠胚胎来源的NIH 3T3細胞系，有著成纖維細胞樣的形態，但在特定條件下，這些細胞會分化出脂肪細胞樣的表型。3T3-L1細胞對脂溶性激素和藥物敏感，包括腎上腺素、異丙腎上腺素和胰島素等。3T3-L1細胞常用於脂肪組織的相關研究，其分化而來的脂肪樣細胞是脂肪細胞生物學研究中最常用的一個體外模型。

## 成脂過程
3T3-L1前體脂肪細胞作為一種具定向分化潛能的小鼠胚胎成纖維細胞，在誘導劑的作用下就會激活脂肪細胞分化信號通路，繼而啓動甘油三酯的合成與脂滴積累，並且在外觀上更接近脂肪細胞，從多邊形逐漸變成近圓形或圓形，細胞內出現大小不等的脂滴，充滿着細胞的大部分胞體。這個過程中涉及多種轉錄因子 (如PPARγ、脂聯素、增强子結合蛋白α等)、細胞週期蛋白及脂肪合成相關基因的表達調控，以及酶活性的轉變。倘若有關細胞再經由胰島素、地塞米松 (Dex) 和3-異丁基-1-甲基黃嘌呤 (IBMX) 共同處理的經典雞尾酒法的步驟後，就可以分化為成熟的白色脂肪細胞，然而此方式存在著誘導效率低且分化效果不理想的問題。有研究指出，只要在經典雞尾酒誘導劑的基礎上適量加用單一過氧化物酶體增生因子活化γ型受體 (PPARγ) 激動劑，如羅格列酮，即可促進成脂過程，效果優於單一使用吲哚美辛等非類固醇類抗炎藥，惟兩者合用效果更佳。

## 外部鏈接
- Cellosaurus entry for 3T3-L1（页面存档备份，存于）